# Blut will fließen
Blut will fließen (Originaltitel Blood’s a Rover) ist ein Roman von James Ellroy und (nach Ein amerikanischer Thriller und Ein amerikanischer Albtraum) der dritte und letzte Teil der sogenannten Underworld-Trilogie des Autors.

## Handlung
Blut will fließen beschreibt unter anderem die Unterwanderung linker Gruppen und der Black Panther Party seitens des FBI in den 1970ern sowie die Präsidentschaftskandidatur des Republikaners Richard Nixon bis hin zur Watergate-Affäre.

## Kritik
Der Roman fällt auf durch eine collagenhafte, stakkatoartige Form der Darstellung mit abrupten, kurzen, zum Teil unvollständigen Sätzen. In zahlreichen Rezensionen wurde der zur Schau gestellte Nihilismus des Autors allerdings auch mit kritischen Tönen bedacht – ebenso die Komplexität des Handlungsrahmens, der die Leser tendenziell überfordere.

## Daten
- ISBN 3-548-28283-0
- Erscheinungsjahr 2009
- englischer Originaltitel: Blood's a Rover
- 784 Seiten